# Ann-Sofi Pettersson-Colling

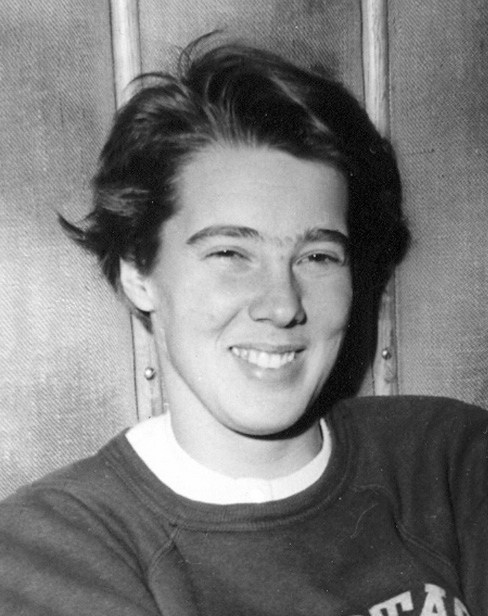
Ann-Sofi Pettersson-Colling

Elin Ann-Sofi Pettersson-Colling, später Ann-Sofi Saltin, (* 1. Januar 1932 in Stockholm) ist eine ehemalige schwedische Turnerin.
1950 wurden erstmals nach dem Zweiten Weltkrieg Turn-Weltmeisterschaften ausgetragen. Bei den Wettkämpfen in Basel gewann die Polin Helena Rakoczy in der Mehrkampf-Einzelwertung vor Ann-Sofi Pettersson und der Österreicherin Gertrude Kolar. Kolar und Pettersson siegten mit gleicher Punktzahl am Stufenbarren. Die Mannschaftswertung gewann das schwedische Team mit Evy Berggren, Vanja Blomberg, Karin Lindberg, Gunnel Ljungström, Hjördis Nordin, Ann-Sofi Pettersson, Göta Pettersson und Ingrid Sandahl.
Bei den Olympischen Spielen 1952 in Helsinki wurden neben dem Mannschaftswettbewerb sechs weitere Wettbewerbe für Turnerinnen angeboten: Einzelmehrkampf, vier Einzelgeräte und die Gruppengymnastik. Die schwedische Mannschaft belegte im Mannschaftsmehrkampf den vierten Platz hinter der Sowjetunion, Ungarn und der Tschechoslowakei. Im Einzelmehrkampf belegte Pettersson-Colling den 44. Platz, an den Geräten waren der 14. Platz im Sprung und der 17. Platz am Boden ihre besten Ergebnisse. In der abschließend ausgetragenen Gruppengymnastik mit Handgeräten gewann die schwedische Mannschaft vor der Sowjetunion und Ungarn. Die schwedische Riege siegte in der Besetzung Evy Berggren, Vanja Blomberg, Karin Lindberg, Hjördis Nordin, Ann-Sofi Pettersson-Colling, Göta Pettersson, Gun Röring und Ingrid Sandahl.
Auch bei den Weltmeisterschaften 1954 in Rom gewann Pettersson-Colling eine Goldmedaille. Im Pferdsprung erreichte sie die gleiche Punktzahl wie die sowjetische Turnerin Tamara Manina, knapp dahinter erhielt Evy Berggren Bronze.
Bei den Olympischen Spielen 1956 in Melbourne belegte die schwedische Mannschaft den achten Platz im Mannschaftswettbewerb, in der Mehrkampf-Einzelwertung erreichte Pettersson-Colling den 31. Platz. Im Pferdsprung gewann sie gleichauf mit der Ungarin Olga Tass die Bronzemedaille hinter den sowjetischen Turnerinnen Larissa Latynina und Tamara Manina. Letztmals wurde bei Olympischen Spielen der Wettbewerb in der Gruppengymnastik ausgetragen, hier gewannen die Ungarinnen vor der schwedischen Mannschaft.